# Спутник (Новосибирская область)
Спу́тник — посёлок в Черепановском районе Новосибирской области. Входит в состав Искровского сельсовета.

## География
Площадь посёлка — 90 гектаров.

## История
В 1965 году указом Президиума Верховного Совета РСФСР посёлку фермы №2 совхоза «Искра» присвоено наименование Спутник.

## Население
| 2002 | 2007 | 2010 |
| ---- | ---- | ---- |
| 120  | ↗136 | ↘122 |

## Инфраструктура
В посёлке по данным на 2007 год  отсутствует социальная инфраструктура.